# アベンゴウロー
アベンゴウロー(フランス語：Abengourou)はコートジボワール南東部のコモエ地方の首府。
インデニエ＝ジブアリン州の州都でもある。
2014年の人口は約13.6万人。

## 歴史
アカン人の一派のアンイイ族がガーナから移住して来た。
1882年、インデニー人の宮殿が建てられた。

## 交通

### 空港
- アベンゴウロー空港（英語版）

## 経済
ココアやコーヒーの研究所が有り、151km離れたアビジャンから輸出される。

## 宗教
- アベンゴウロー大司教区（英語版）